# Son Rapiña
Son Rapiña (en catalán Son Rapinya) es un barrio de la ciudad de Palma de Mallorca, en Baleares (España). 
Se encuentra delimitado por los barrios de Son Dureta, Son Peretó, Son Flor, Son Serra-La Vileta, Los Almendros-Son Pacs, Son Vida, Son Cotoner y Son Dameto.
Alcanzaba en el año 2007 la cifra de 2.706 habitantes.
- Datos: Q9078866